# ノガンモドキ目
ノガンモドキ目（ノガンモドキもく、学名：Cariamiformes, Cariamae）は、鳥類の1目である。
ノガンモドキ目と訳しうる分類群には2つある。1つは、ツル目のうちノガンモドキ科および似た化石科をまとめたノガンモドキ亜目 Cariamae を目とみなすときの訳語である。もう1つは、分子系統にもとづきノガンモドキ科を独立目とした Cariamiformes である。この2つが同じである保証はないが、ここでは便宜的に、2つの「ノガンモドキ目」は同じものとみなすこととする。
ノガンモドキ目の現生科はノガンモドキ科のみである。絶滅科として、漸新世から鮮新世にかけて生息していた飛べない肉食鳥フォルスラコス科（フォルスラコスなど）などがいた。
主に南米産。地上性で、飛べない鳥が多い。ノガンモドキ科は飛ぶことはできるがあまり得意ではなく、基本的に地上性である。
正確な系統的位置は不確実だが、分子的な系統樹によると、ノガンモドキは、ツル目ではなく、スズメ目+オウム目+ハヤブサ目と姉妹群のようである。ノガンモドキとフォルスラコスをともにツル目に分類した従来の分類は間違っていたようである。